# Randy Buckner
Randy Lee Buckner (* 15. Juni 1970 in New Haven, Connecticut, USA) ist ein US-amerikanischer Neurowissenschaftler und Psychologe.
Er ist seit 2009 Professor für Psychologie und Neurowissenschaften an der Harvard University.
Buckner studierte an der Washington University in St. Louis und wurde 1995 promoviert. Während seines Studiums wurde er stark von Endel Tulving geprägt. Ein PostDoc-Aufenthalt führte ihn an das Massachusetts General Hospital.
Eines seiner Forschungsgebiete ist das Default Mode Network.

## Auszeichnungen
- 2007: Troland Research Award

## Schriften (Auswahl)
- Buckner, R.L., Corbetta, M., Schatz, J., Raichle, M.E., and Petersen, S.E. (1996): Preserved speech abilities and compensation following prefrontal damage. Proceedings of the National Academy of Sciences USA, 93: 1249-1253.
- Buckner, R. L., & Carroll, D. C. (2007): Self-projection and the brain. Trends in cognitive sciences, 11(2), 49-57.
- Buckner, R. L., Andrews‐Hanna, J. R., & Schacter, D. L. (2008): The brain's default network: anatomy, function, and relevance to disease. Annals of the new York Academy of Sciences, 1124(1), 1-38.
- Hirst, W., Phelps, E.A., Buckner, R.L., Budson, A.E., Cuc, A., Gabrieli, J.D., Johnson, M.K., Lustig, C., Lyle, K.B., Mather, M., Meksin, R., Mitchell, K.J., Ochsner, K.N., Schacter, D.L., Simons, J.S., Vaidya, C.J. (2009): Long-term memory for the terrorist attack of September 11: flashbulb memories, event memories, and the factors that influence their retention. Journal of Experimental Psychology: General. 5;138(2):161-76.
- Buckner RL (2013): The cerebellum and cognitive function: 25 years of insight from anatomy and neuroimaging. Neuron, 80: 807-15.
- Buckner, R.L., DiNicola, L.M.: The brain’s default network: updated anatomy, physiology and evolving insights. Nat Rev Neurosci 20, 593–608 (2019). https://doi.org/10.1038/s41583-019-0212-7
- Schacter, Daniel L., Randy L. Buckner, and Lars Nyberg. Endel Tulving (1927–2023). Neuron 111.22 (2023): 3502-3504.
- Angeli, P. A., DiNicola, L. M., Saadon-Grosman, N., Eldaief, M. C., & Buckner, R. L. (2025): Specialization of the human hippocampal long axis revisited. Proceedings of the National Academy of Sciences, 122(3), e2422083122.